# Entertainment Earth
Entertainment Earth est un commerce de détail en ligne d'objets de collection sous licence, notamment des figurines, des vêtements, des statues, des répliques d'accessoires, des jeux, des figurines en vinyle, des poupées et des jouets. 
La société a été fondée dans la vallée de San Fernando en 1995 par les frères Aaron et Jason Labowitz,.